# مردیث استیم
مردیث استیم (انگلیسی: Meredith Stiehm؛ زادهٔ ۱ ژانویهٔ ۱۹۶۹) فیلم‌نامه‌نویس، و تهیه‌کننده تلویزیونی اهل ایالات متحده آمریکا است.
وی همچنین برندهٔ جوایزی همچون جوایز امی ساعات پربیننده شده‌است.